# 八千代町 (兵庫県)
八千代町（やちよちょう）は、兵庫県の中部に存在した町である。多可郡に属した。2005年11月1日、中町・加美町・八千代町の3町が合併し、多可町となったため消滅した。多可町において、旧八千代町域は地域自治区として「八千代区」が設置された。

## 地理

### 隣接していた自治体
- 西脇市
- 加西市
- 神崎郡市川町、神崎町
- 多可郡加美町、中町

## 歴史
- 1954年（昭和29年）3月25日 - 野間谷村・加西郡大和村が合併して八千代村が発足。
- 1960年（昭和35年）1月1日 - 八千代村が町制施行して八千代町となる。
- 2005年（平成17年）11月1日 - 中町・加美町と合併して多可町が発足。同日八千代町廃止。

## 行政
- 町長 森位正己
  - 元町長 門脇政夫、旧野間谷村長。初代八千代村長を経て、町制施行後は初代町長。

## 産業
- 織物業：播州織の一大産地として、昭和の半ばまで活況を呈した。
- 食品産業：高野豆腐を日本で初めて量産化。商業的な流通に成功した。

## 姉妹都市・提携都市

### 国内
- 八千代市（千葉県）

## 地域

### 教育
- 八千代町立八千代南小学校
- 八千代町立八千代西小学校
- 八千代町立八千代北小学校
- 八千代町立八千代中学校

## 交通

### 鉄道路線
町内を走る鉄道路線はない。

### バス路線
- 加古川線西脇市駅から神姫バス 大屋方面行きに乗車。
- 北条鉄道北条町駅から神姫バス 大和方面行きに乗車。

### 道路
- 都道府県道
  - 兵庫県道24号多可北条線
  - 兵庫県道34号西脇八千代市川線
  - 兵庫県道143号加美八千代線
  - 兵庫県道295号八千代中線

## 名所・旧跡・観光スポット・祭事・催事
- ホタルの里 (俵田)
- クラインガルテン（滞在型市民農園）
- マイスター工房八千代

## その他
- 「敬老の日」発祥の地として知られる。終戦間もない1947年（昭和22年）、当時の野間谷村（現・八千代町）村長であった門脇政夫と助役の山本明が敬老精神の発揚を目的に「としよりの日」を提唱。やがて兵庫県レベルでの制定、「敬老の日」への改称を経て、1966年より国民の祝日に指定された。詳細は敬老の日を参照。